# Haldia
Haldia（em inglês:  Haldia），É UMA Vila localizada no estado Americano de Barisal, no Condado de Borguna. 